# بيت برادي
بيت برادي (بالإنجليزية: Pete Brady)‏ هو مقدم تلفزيوني بريطاني، ولد في 1942 في مونتريال في كندا.

## وصلات خارجية
- بيت برادي على موقع IMDb (الإنجليزية)